# Segunda División A 2016/17
Het seizoen 2016/17 van de Segunda Divisíon A (ook wel bekend onder de naam La Liga 2 voor de commercie en/of La Liga SmartBank vanwege sponsorcontracten) was het zesentachtigste seizoen van de Segunda División A. Het seizoen in deze op een na hoogste divisie in Spanje begon op vrijdag 19 augustus 2016. De 42ste en de laatste wedstrijd werd gespeeld op zondag 11 juni 2017.
Levante UD eindigde als de kampioen en maakte daardoor na zijn degradatie tijdens het seizoen 2015-16 zijn rentree in de Primera División. De club was reeds zeker van de titel na 38 wedstrijden. Girona FC wist de tweede plaats te behalen en promoveerde hierdoor voor de eerste maal in haar geschiedenis naar de Primera División 2017/18.
Achter Levante en Girona speelden Getafe tegen Huesca en Tenerife tegen Cádiz in de play-offs voor de derde en laatste promotie plek naar de Primera División. De twee lager geëindigde ploegen, Valladolid en Numancia konden zich plaatsen. In de finale was Valladolid over twee wedstrijden met 0-3 op verplaatsing en 0-0 thuis te sterk voor Numancia.

## Teams
Er deden 22 teams mee aan de Segunda División A, daarin 15 teams van het seizoen 2015–16, drie degradeerden uit de Primera División 2015/16 en 4 promoveerden uit de Segunda División B.
Dit seizoen speelde een reserve elftal van een clubs uit de Primera División in de reeks, namelijk het net gepromoveerde Sevilla Atlético. Zo verving deze club het gedegradeerde Bilbao Athletic.

### Teamveranderingen
De volgende clubs zijn veranderd van divisie na het seizoen 2016/17.

#### Naar Segunda División A
Promotie uit Segunda División B
- Cádiz CF
- CF Reus Deportiu
- UCAM Murcia CF
- Sevilla Atlético

Degradatie uit Primera División
- Rayo Vallecano
- Getafe CF
- Levante UD

#### Uit Segunda División A
Degradatie naar Segunda División B
- SD Ponferradina
- UE Llagostera
- Albacete Balompié
- Bilbao Athletic

Promotie naar Primera División
- Deportivo Alavés
- CD Leganés
- CA Osasuna

## Overzicht teams

### Stadions en locaties
| Team             | Locatie                | Stadion                      | Capaciteit |
| ---------------- | ---------------------- | ---------------------------- | ---------- |
| Alcorcón         | Alcorcón               | Santo Domingo                | 5.100      |
| Almería          | Almería                | Juegos Mediterráneos         | 15.000     |
| Cádiz            | Cádiz                  | Ramón de Carranza            | 25.033     |
| Cordoba          | Córdoba                | Nuevo Arcángel               | 20.989     |
| Elche            | Elche                  | Manuel Martínez Valero       | 33.732     |
| Getafe           | Getafe                 | Coliseum Alfonso Pérez       | 17.000     |
| Gimnàstic        | Tarragona              | Nou Estadi                   | 14.500     |
| Girona           | Girona                 | Montilivi                    | 9.282      |
| Huesca           | Huesca                 | El Alcoraz                   | 8.000      |
| Levante          | Valencia               | Ciutat de València           | 25.354     |
| Lugo             | Lugo                   | Butarque                     | 7.840      |
| Real Mallorca    | Palma                  | Son Moix                     | 23.142     |
| Mirandés         | Miranda de Ebro        | Anduva                       | 5.759      |
| UCAM             | Murcia                 | La Condomina                 | 6.500      |
| Numancia         | Soria                  | Los Pajaritos                | 8.727      |
| Oviedo           | Oviedo                 | Carlos Tartiere              | 30.500     |
| Reus             | Reus                   | Municipal                    | 4.700      |
| Sevilla Atlético | Sevilla                | José Ramón Cisneros Palacios | 8.000      |
| Tenerife         | Santa Cruz de Tenerife | Heliodoro Rodríguez López    | 22.824     |
| Valladolid       | Valladolid             | Estadio Nuevo José Zorrilla  | 26.512     |
| Rayo Vallecano   | Vallecas               | Vallecas                     | 14.708     |
| Zaragoza         | Zaragoza               | La Romareda                  | 34.596     |

## Eindstand
| Pos | Team                   | Wed | W  | G  | V  | Ptn | DV | DT | +/− | Promotie, kwalificatie of degradatie |
| --- | ---------------------- | --- | -- | -- | -- | --- | -- | -- | --- | ------------------------------------ |
| 1   | Levante UD (K, P)      | 42  | 25 | 9  | 8  | 84  | 57 | 32 | +25 | Promotie naar Primera División       |
| 2   | Girona FC (P)          | 42  | 20 | 10 | 12 | 70  | 65 | 45 | +20 | Promotie naar Primera División       |
| 3   | Getafe CF (O, P)       | 42  | 18 | 14 | 10 | 68  | 55 | 43 | +12 | Kwalificatie voor play-offs          |
| 4   | CD Tenerife            | 42  | 16 | 18 | 8  | 66  | 50 | 37 | +13 | Kwalificatie voor play-offs          |
| 5   | Cádiz CF               | 42  | 16 | 16 | 10 | 64  | 55 | 40 | +15 | Kwalificatie voor play-offs          |
| 6   | SD Huesca              | 42  | 16 | 15 | 11 | 63  | 53 | 43 | +10 | Kwalificatie voor play-offs          |
| 7   | Real Valladolid        | 42  | 18 | 9  | 15 | 63  | 52 | 47 | +5  |                                      |
| 8   | Real Oviedo            | 42  | 17 | 10 | 15 | 61  | 47 | 47 | 0   |                                      |
| 9   | CD Lugo                | 42  | 14 | 13 | 15 | 55  | 49 | 52 | −3  |                                      |
| 10  | Córdoba CF             | 42  | 14 | 13 | 15 | 55  | 42 | 52 | −10 |                                      |
| 11  | CF Reus Deportiu       | 42  | 13 | 16 | 13 | 55  | 31 | 29 | +2  |                                      |
| 12  | Rayo Vallecano         | 42  | 14 | 11 | 17 | 53  | 44 | 44 | 0   |                                      |
| 13  | Sevilla Atlético (R)   | 42  | 13 | 14 | 15 | 53  | 55 | 56 | −1  |                                      |
| 14  | Gimnàstic de Tarragona | 42  | 12 | 16 | 14 | 52  | 47 | 51 | −4  |                                      |
| 15  | Almeria CF             | 42  | 14 | 9  | 19 | 51  | 44 | 49 | −5  |                                      |
| 16  | Real Zaragoza          | 42  | 12 | 14 | 16 | 50  | 50 | 52 | −2  |                                      |
| 17  | CD Numancia            | 42  | 11 | 17 | 14 | 50  | 40 | 49 | −9  |                                      |
| 18  | AD Alcorcón            | 42  | 13 | 11 | 18 | 50  | 32 | 43 | −11 |                                      |
| 19  | UCAM Murcia CF         | 42  | 11 | 15 | 16 | 48  | 42 | 51 | −9  | Degradatie naar Segunda División B   |
| 20  | RCD Mallorca           | 42  | 9  | 18 | 15 | 45  | 42 | 50 | −8  | Degradatie naar Segunda División B   |
| 21  | Elche CF               | 42  | 11 | 10 | 21 | 43  | 49 | 63 | −14 | Degradatie naar Segunda División B   |
| 22  | CD Mirandés            | 42  | 9  | 14 | 19 | 41  | 40 | 66 | −26 | Degradatie naar Segunda División B   |

### Play-offs
|  | halve finale | halve finale | halve finale | halve finale |  |             | finale | finale | finale | finale |
|  |              |              |              |              |  |             |        |        |        |        |
|  |              |              |              |              |  |             |        |        |        |        |
|  | Cádiz CF     | 1            | 0            | 1            |  |             |        |        |        |        |
|  | CD Tenerife  | 0            | 1            | 1            |  |             |        |        |        |        |
|  |              |              |              |              |  | CD Tenerife | 1      | 1      | 2      |        |
|  |              |              |              |              |  | Getafe CF   | 0      | 3      | 3      |        |
|  | SD Huesca    | 2            | 0            | 2            |  |             |        |        |        |        |
|  | Getafe CF    | 2            | 3            | 5            |  |             |        |        |        |        |

## Topscorers
23 goals
- José Luis Moreno Barroso  "Juselo" (CD Lugo)

22 goals
- Roger Martí Salvador "Roger" (Levante UD)

21 goals
- Ángel Luis Rodríguez Díaz (Real Zaragoza)

1929 · 1929/30 · 1930/31 · 1931/32 · 1932/33 · 1933/34 · 1934/35 · 1935/36 · 1936/37 · 1937/38 · 1938/39 · 1939/40 · 1940/41 · 1941/42 · 1942/43 · 1943/44 · 1944/45 · 1945/46 · 1946/47 · 1947/48 · 1948/49 · 1949/50 · 1950/51 · 1951/52 · 1952/53 · 1953/54 · 1954/55 · 1955/56 · 1956/57 · 1957/58 · 1958/59 · 1959/60 · 1960/61 · 1961/62 · 1962/63 · 1963/64 · 1964/65 · 1965/66 · 1966/67 · 1967/68 · 1968/69 · 1969/70 · 1970/71 · 1971/72 · 1972/73 · 1973/74 · 1974/75 · 1975/76 · 1976/77 · 1977/78 · 1978/79 · 1979/80 · 1980/81 · 1981/82 · 1982/83 · 1983/84 · 1984/85 · 1985/86 · 1986/87 · 1987/88 · 1988/89 · 1989/90 · 1990/91 · 1991/92 · 1992/93 · 1993/94 · 1994/95 · 1995/96 · 1996/97 · 1997/98 · 1998/99 · 1999/00 · 2000/01 · 2001/02 · 2002/03 · 2003/04 · 2004/05 · 2005/06 · 2006/07 · 2007/08 · 2008/09 · 2009/10 · 2010/11 · 2011/12 · 2012/13 · 2013/14 · 2014/15 · 2015/16 · 2016/17 · 2017/18 · 2018/19 · 2019/20 · 2020/21 · 2021/22 · 2022/23 · 2023/24 · 2024/25